# Röthenbach bei Sankt Wolfgang

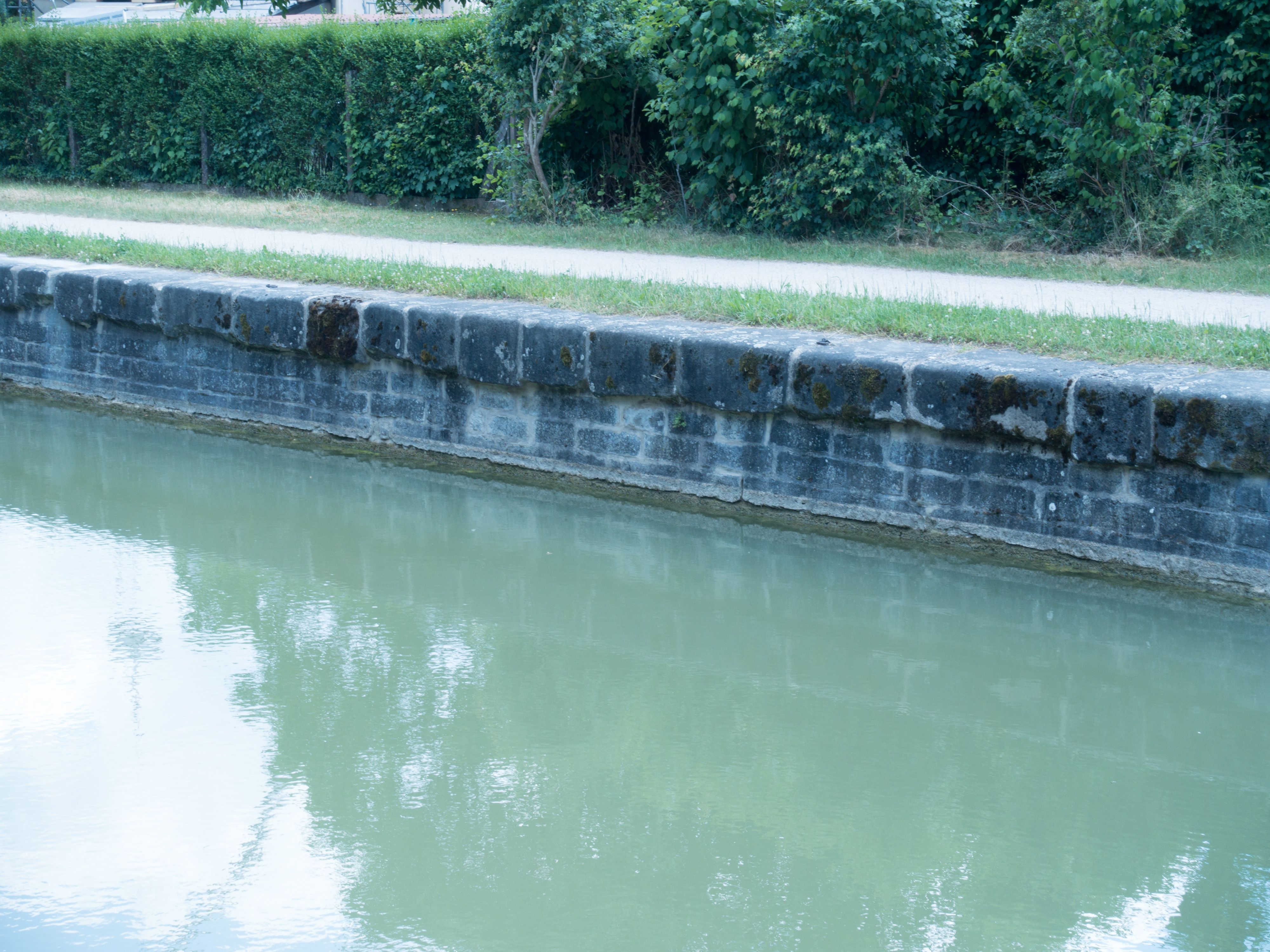
Hafen in Röthenbach

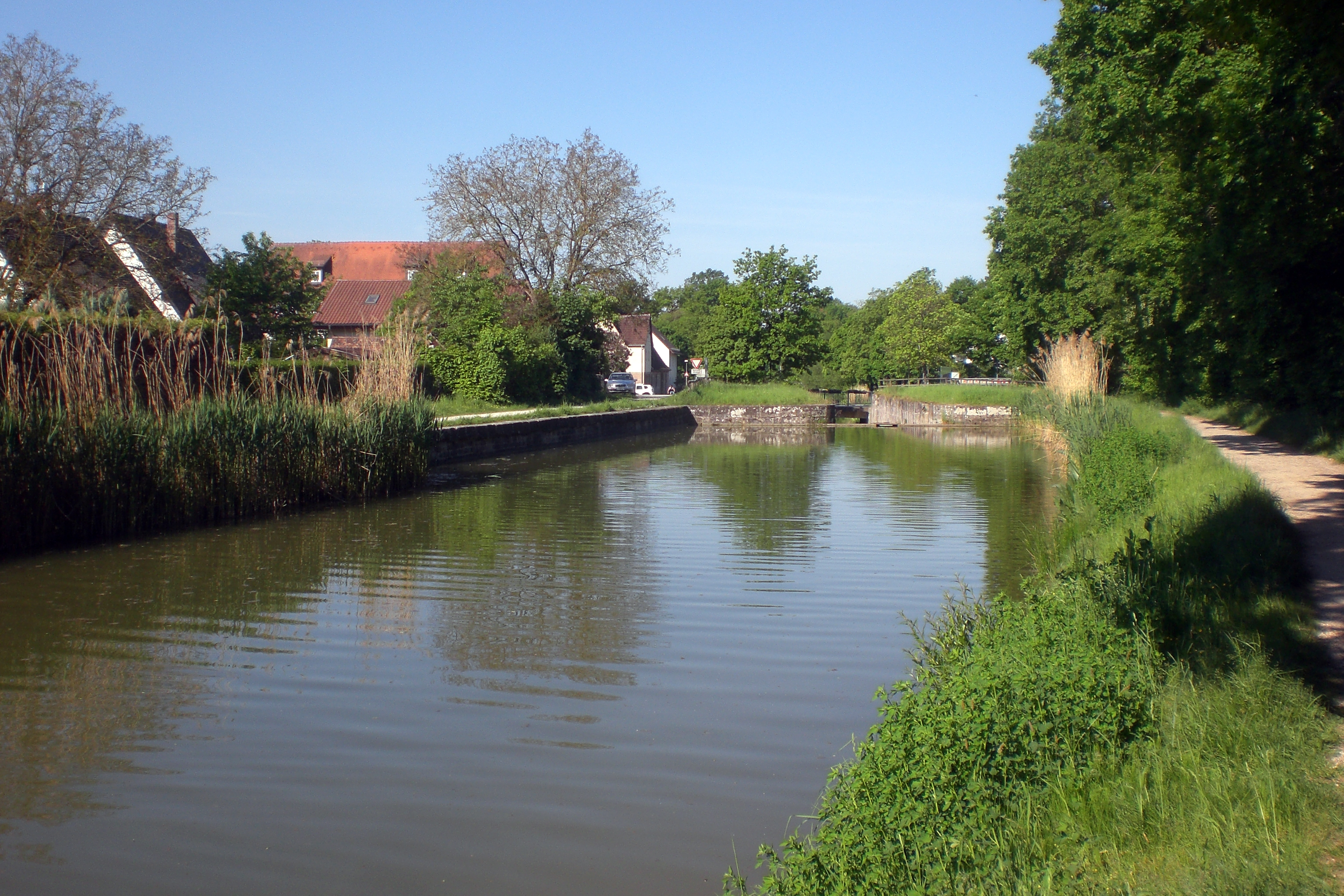
Ludwigskanal in Röthenbach (2024)

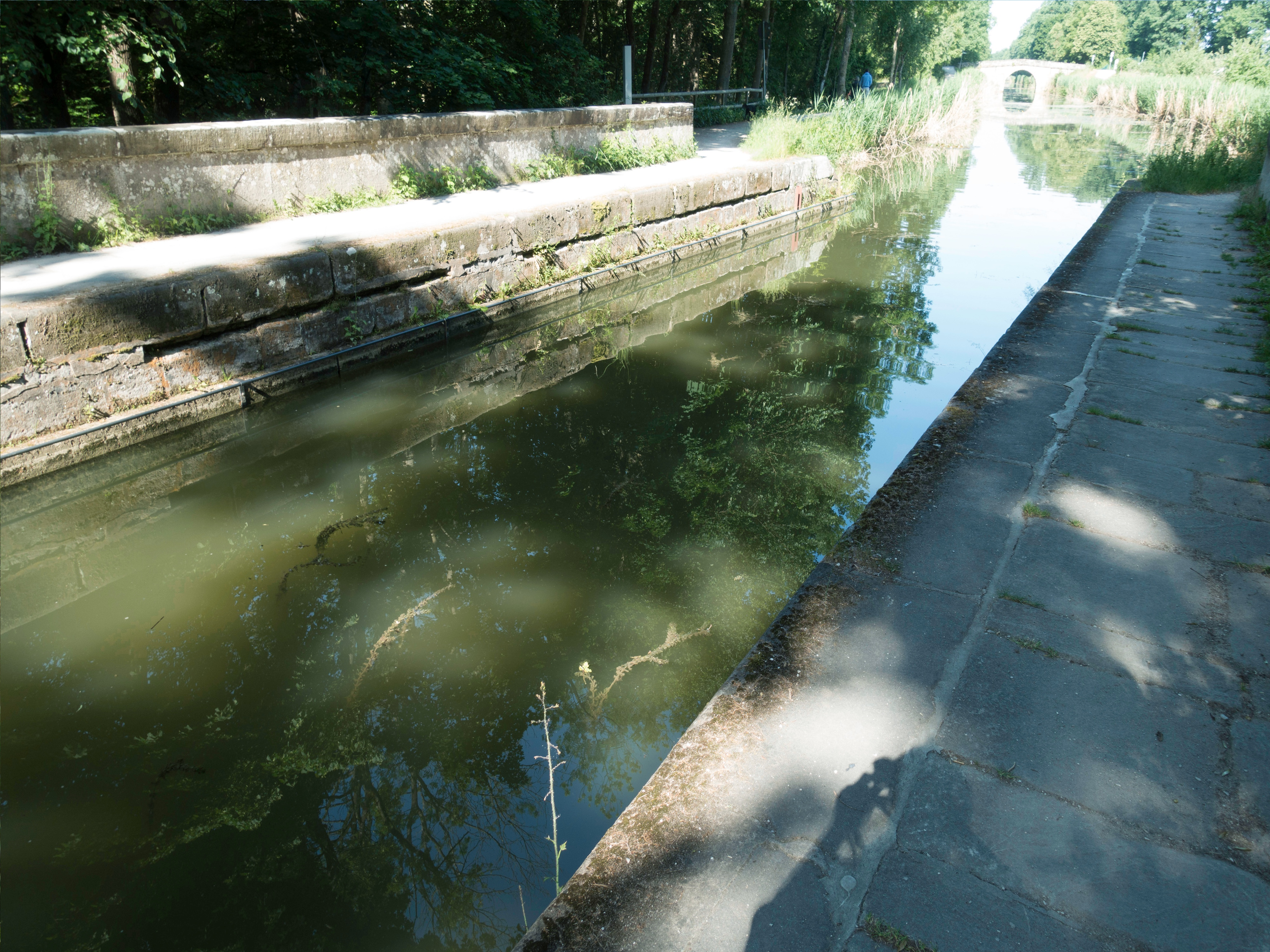
Gauchsbach Brückkanal in Röthenbach

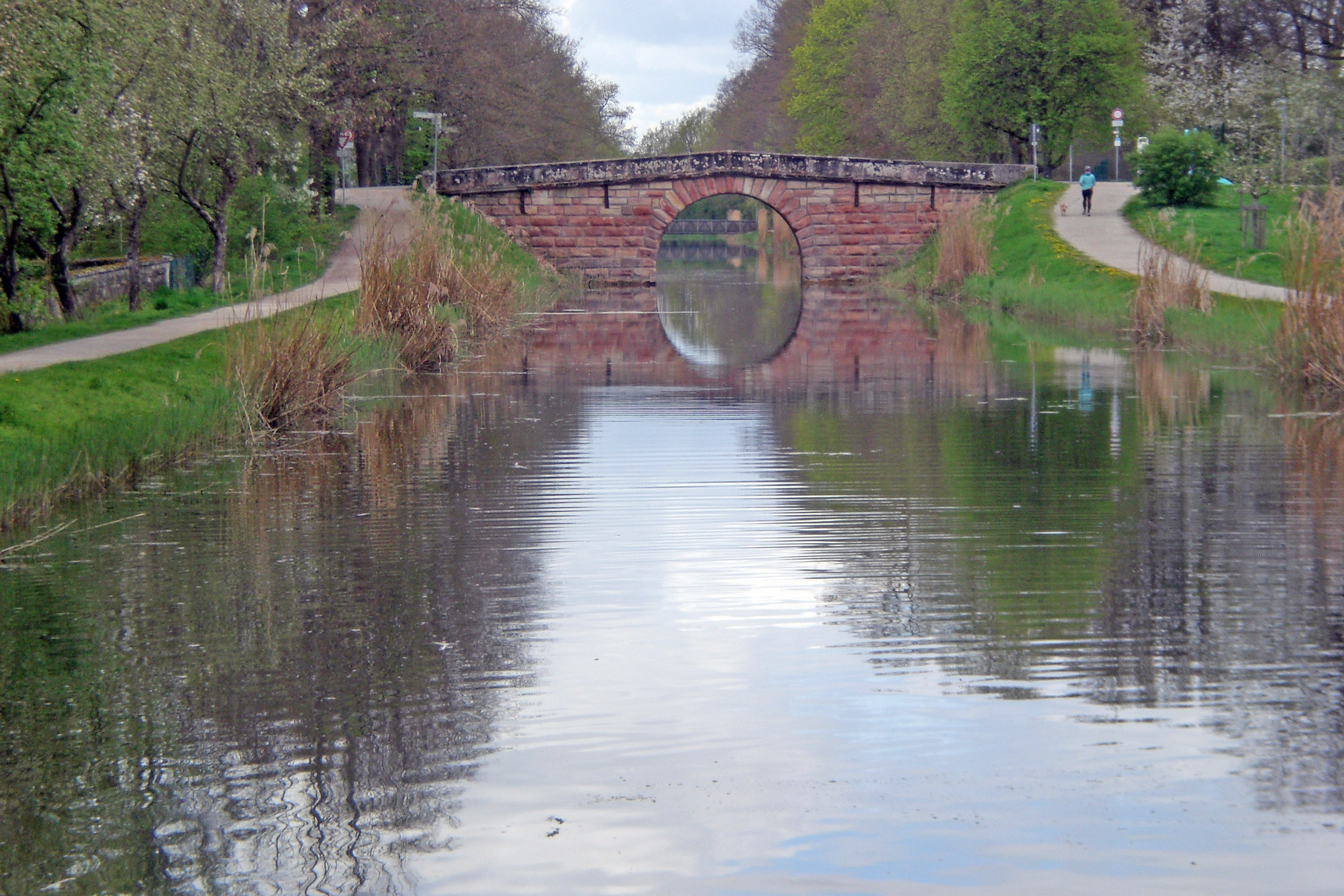
Steinbrücke bei Kugelhammer (2024)

Röthenbach bei Sankt Wolfgang (fränkisch: Rejdnba)  ist ein Gemeindeteil des Marktes Wendelstein im Landkreis Roth (Mittelfranken, Bayern). Die Gemarkung Röthenbach bei Sankt Wolfgang hat eine Fläche von 10,668 km². Sie ist in 1880 Flurstücke aufgeteilt, die eine durchschnittliche Fläche von 5674,40 m² haben. In ihr liegen neben dem namensgebenden Ort die Gemeindeteile Gugelhammer und Nerreth.

## Geographische Lage
Das Pfarrdorf liegt im Lorenzer Reichswald am Zusammenfluss von Schwarzach und Gauchsbach und am Ludwig-Donau-Main-Kanal. Die Schwarzach entspringt auf dem Tyrolsberg bei Neumarkt und gräbt sich, enge Schluchten bildend, südlich von Röthenbach tief in den fränkischen Burgsandstein ein.
Die Staatsstraße 2239 führt zur Anschlussstelle 47 der Bundesautobahn 73 (0,3 nordöstlich) bzw. nach Wendelstein (2,3 km südwestlich). Von der St 2239 zweigt eine Gemeindeverbindungsstraße ab und führt zur Staatsstraße 2225 beim Gewerbegebiet von Wendelstein (1,8 km südlich). Weitere Gemeindeverbindungsstraßen führen die A 73 und A 9 unterquerend nach Feucht (2,5 km östlich) und die St 2225 überbrückend nach Wendelstein (1 km südwestlich). Die sogenannten Treidelwege sind als Wander- und Radwege ausgebaut. Der Gauchsbach-Brückkanal bei Schloss Kugelhammer und der Schwarzach-Brückkanal zeugen von der Brückenbaukunst des 19. Jahrhunderts.

## Ortsname
Im Jahre 1340 wurde der Ort als „Rotembach“ erstmals urkundlich erwähnt. In einer Urkunde von 1361 wurde der Ort „Rötembach an der Swarzach“ genannt. In anderen Urkunden lautete der Name „Röthenbach an der Schwarzach“. Um das Jahr 1550 kam der Name Röthenbach bei Sankt Wolfgang auf, der auf ein Wolfgangsheiligtum hinweist. Der Ortsname Röthenbach bedeutet Rodung am Bach. Mit dem Bach ist der Gauchsbach gemeint, ein kleiner Nebenfluss der Schwarzach. Eine andere Deutung ist, dass der Name vom roten Bach abgeleitet wurde (ahd. zum roeten Bach). Bei geeigneter Sonneneinstrahlung verleihen die rotbraunen Keupersande dem Bachwasser eine rötliche Färbung.

## Geschichte
Entstanden ist Röthenbach aus zwei Zeidelgütern im Nürnberger Reichswald. Die ersten Siedlungsansätze gehen bis in das Jahr 1310 zurück. Im ausgehenden Mittelalter erlangten die Zeidler überregionale Bedeutung. Sie belieferten die königliche Tafel und die Nürnberger Lebküchner mit dem begehrten Waldhonig. Das Dorf unterstand damals dem Zeidelgericht in Feucht.
Bestimmend für die Entwicklung dieser Siedlung war neben dem Fernverkehr die Lage am Wasser und am Wald. Die Schwarzach war einst der Grenzfluss zwischen dem Gebiet der Markgrafen von Ansbach und dem Nürnberger Territorium. Gegenüber der Nürnberger Zollstätte am Nordufer der Schwarzach errichtete der Markgraf 1659 südlich der Schwarzachbrücke seine Zollstätte, ein stattliches Fachwerkhaus, das auch Richterhaus genannt wird.
Schon der Erste Markgrafenkrieg im 15. Jahrhundert fügte dem Ort beträchtlichen Schaden zu, im Zweiten (1552–1554) wurden das Dorf und der Ortsteil Gugelhammer weitgehend zerstört.
Im 16. Jahrhundert wohnten in Röthenbach nördlich der Schwarzach 15 Nürnberger Untertanen. Die Anwesen südlich des Flusses (ein Hof und ein Gut) gehörte zum Gericht Wendelstein. Südlich der Schwarzach liegt auch der Ort Nerreth, die neue Rodung. Der dort einst betriebene Ackerbau wurde wegen des geringen Ertrages auf dem kargen Sandboden aufgegeben.
Bedeutung erlangte der Ort Röthenbach aufgrund seiner Lage an der Salzstraße, worauf der Name eines Straßenzuges hinweist. Die Salzstraße führte von Nürnberg nach Bad Reichenhall. Durch den lebhaften Verkehr entstanden vier Gastwirtschaften, eine Poststelle und ein Kramerladen. Mit dem Bau des Ludwig-Donau-Main-Kanals (Bauzeit: 1836–1845) erhielt der Ort Anschluss an das europäische Wasserstraßennetz. Über die 173 Kilometer lange Wasserstraße wurden die Schleppkähne zunächst mit Pferden getreidelt. Später kamen auch Dampfkähne hinzu. Es gab in Röthenbach eine Ladestelle (Anlände) für den Güterumschlag. Der Schifffahrtsbetrieb wurde nach dem Zweiten Weltkrieg eingestellt. Die untertägigen Reste der Anlegestelle sind jetzt mit dem Gelände der Grundschule überbaut.
Gegen Ende des 18. Jahrhunderts gab es in Röthenbach 21 Anwesen und eine Pfarrkirche, ein Pfarrhof, eine Schule und ein Gemeindehirtenhaus. Das Hochgericht übte das ansbachische Richteramt Kornburg aus, die Dorf- und Gemeindeherrschaft hatte der Nürnberger Eigenherr Kreß von Kressenstein. Hiervon ausgenommen waren drei Anwesen (Nr. 26 bis 28), über die das ansbachische Oberamt Burgthann das Hochgericht und das Richteramt Wendelstein die Dorf- und Gemeindeherrschaft hatte. Grundherren waren die Reichstadt Nürnberg (Rieter’sche Stiftungsverwaltung Kornburg: 1 Ganzhof, 1 Gütlein; das Waldamt Laurenzi: 1 Ganzhof, 1 Köblergut) und der Nürnberger Eigenherr Kreß von Kressenstein (2 Ganzhöfe, 1 Halbhof, 1 Halbhof mit Tafernwirtschaft, 1 Köblergut, 1 Gütlein, 1 Gütlein mit Gastwirtschaft, 2 Tafernwirtschaftsgüter, 8 Leerhäuser).
Von 1797 bis 1808 unterstand Röthenbach dem Justiz- und Kammeramt Schwabach. 1806 kam der Ort an das Königreich Bayern. Mit dem Gemeindeedikt wurde Röthenbach dem 1808 gebildeten Steuerdistrikt Raubersried zugewiesen. 1818 entstand die Ruralgemeinde Röthenbach, zu der Gugelhammer und Nerreth gehörten. Sie war in Verwaltung und Gerichtsbarkeit dem Landgericht Schwabach zugeordnet und in der Finanzverwaltung dem Rentamt Schwabach (1919 in Finanzamt Schwabach umbenannt). Ab 1862 gehörte Röthenbach zum Bezirksamt Schwabach (1939 in Landkreis Schwabach umbenannt). Die Gerichtsbarkeit blieb beim Landgericht Schwabach (1879 in Amtsgericht Schwabach umbenannt). Die Gemeinde hatte 1964 eine Gebietsfläche von 10,740 km².
Das schnelle Anwachsen der Gemeinde nach 1945 stellte die damalige Verwaltung der 1950er und 1960er Jahre vor schwierige Aufgaben, wobei die Wasserversorgung das größte Problem darstellte. In den Jahren 1954/55 und 1961/63 wurde das gesamte Rohrnetz erneuert und in den Jahren 1963/64 ein Wasserwerk gebaut. Dieses ist mittlerweile nicht mehr vorhanden.
Röthenbach bei Sankt Wolfgang war Haltepunkt an der ehemaligen Bahnstrecke Feucht–Wendelstein, die 1955 im Personenverkehr und 1959 im Güterverkehr stillgelegt und 1960 abgebaut wurde.
In der Zeit zwischen dem 21. Dezember 1973 und 2. März 1974 trieb ein „Feuerteufel“ sein Unwesen in Röthenbach. Deshalb waren jede Nacht, zwischen 20:00 und 5:00 Uhr morgens, Brandwachen (Männer zwischen 18 und 60 Jahren) unterwegs. Insgesamt wurden dabei 6331 km an Kontrollfahrten zurückgelegt. Der Täter wurde andernorts gefasst.
Im Zuge der Gebietsreform in Bayern wurde die Gemeinde Röthenbach bei Sankt Wolfgang am 1. Mai 1978 nach Wendelstein eingegliedert. Bei einer Bürgerbefragung hatten allerdings 96 % der Teilnehmer gegen die Eingemeindung votiert, die Wahlbeteiligung lag bei 78 %. Letzter Bürgermeister von Röthenbach war Eberhard Büttner, der zum Zeitpunkt des 100-jährigen Bestehens der Freiwilligen Feuerwehr Röthenbach deren Vorstand war.

### Einwohnerentwicklung
Die Einwohnerzahl reduzierte sich im 17. Jahrhundert durch eine Pestepidemie drastisch. So wurden im Jahr 1612 die ersten Pestopfer festgestellt. Bis zum Jahr 1632 starben von den damals 150 Einwohnern insgesamt 59 an der Pest, ganze Familien wurden ausgelöscht. In den Kirchenbüchern findet man als Todesursache noch „hitzige Kopfkrankheit“, „ungarische Krankheit“ oder Flecktyphus. Umherziehende Soldaten des Dreißigjährigen Krieges und ihr „Anhang“ verbreiteten die Krankheit.
Gemeinde Röthenbach
| Jahr      | 1818   | 1840   | 1852   | 1855   | 1861   | 1867   | 1871   | 1875   | 1880   | 1885   | 1890   | 1895   | 1900   | 1905   | 1910   | 1919   | 1925   | 1933   | 1939   | 1946   | 1950   | 1952   | 1961   | 1970   |
| Einwohner | 258    | 346    | 358    | 335    | 330    | 315    | 317    | 350    | 380    | 396    | 359    | 435    | 343    | 353    | 422    | 384    | 375    | 438    | 550    | 922    | 924    | 943    | 984    | 1631   |
| Häuser    | 35     | 48     |        |        |        |        | 53     |        |        | 55     | 56     |        | 57     |        |        |        | 66     |        |        |        | 118    |        | 166    |        |
| Quelle    | [ 16 ] | [ 17 ] | [ 18 ] | [ 18 ] | [ 19 ] | [ 20 ] | [ 21 ] | [ 22 ] | [ 23 ] | [ 24 ] | [ 25 ] | [ 18 ] | [ 26 ] | [ 18 ] | [ 27 ] | [ 18 ] | [ 28 ] | [ 18 ] | [ 18 ] | [ 18 ] | [ 29 ] | [ 18 ] | [ 12 ] | [ 30 ] |

Ort Röthenbach
| Jahr      | 001818 | 001840 | 001861 | 001871 | 001885 | 001900 | 001925 | 001950 | 001961 | 001970 | 001987 | 002011 | 002021 | 002025 |
| Einwohner | 170    | 230    | 230    | 253    | 333    | 310    | 339    | 851    | 952    | 1615   | 2191   | *2447  | *2643  | *2595  |
| Häuser    | 26     | 32     |        |        | 40     | 52     | 59     | 109    | 158    |        | 630    |        |        |        |
| Quelle    | [ 11 ] | [ 17 ] | [ 19 ] | [ 21 ] | [ 24 ] | [ 26 ] | [ 28 ] | [ 29 ] | [ 12 ] | [ 30 ] | [ 31 ] | [ 32 ] | [ 33 ] | [ 1 ]  |

## Religion
Röthenbach ist seit der Reformation evangelisch-lutherisch geprägt und Sitz der Pfarrei Sankt Wolfgang. Die Katholiken sind nach St. Nikolaus (Wendelstein) gepfarrt.

## Kultur und Sehenswürdigkeiten

### Baudenkmäler
Es gibt in Röthenbach 20 Baudenkmäler, darunter:

#### Schloss Kugelhammer

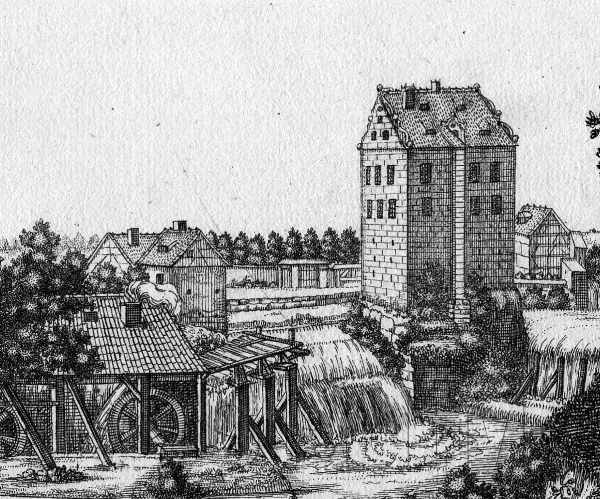
Schloss Kugelhammer 1707

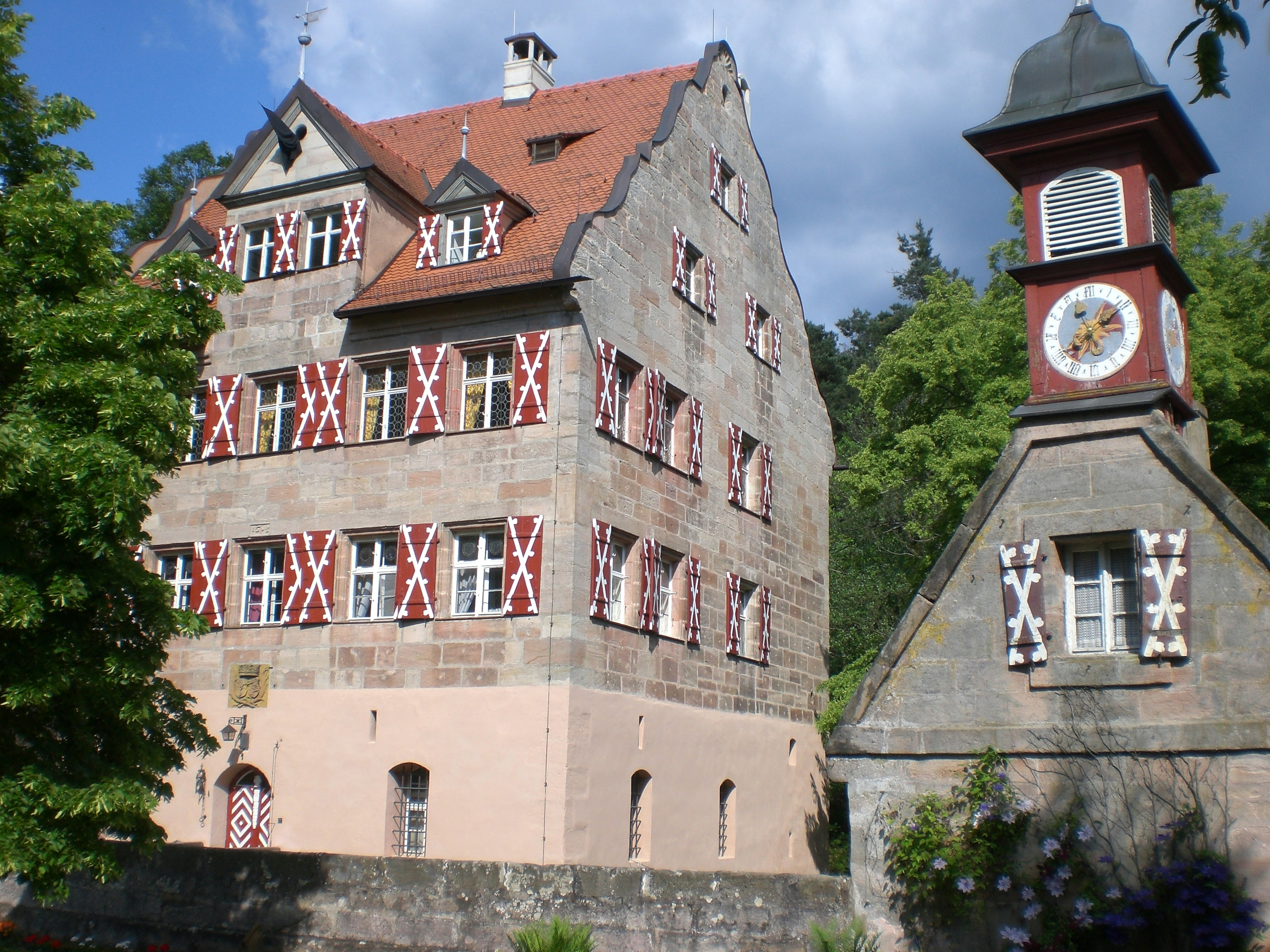
Schloss Kugelhammer

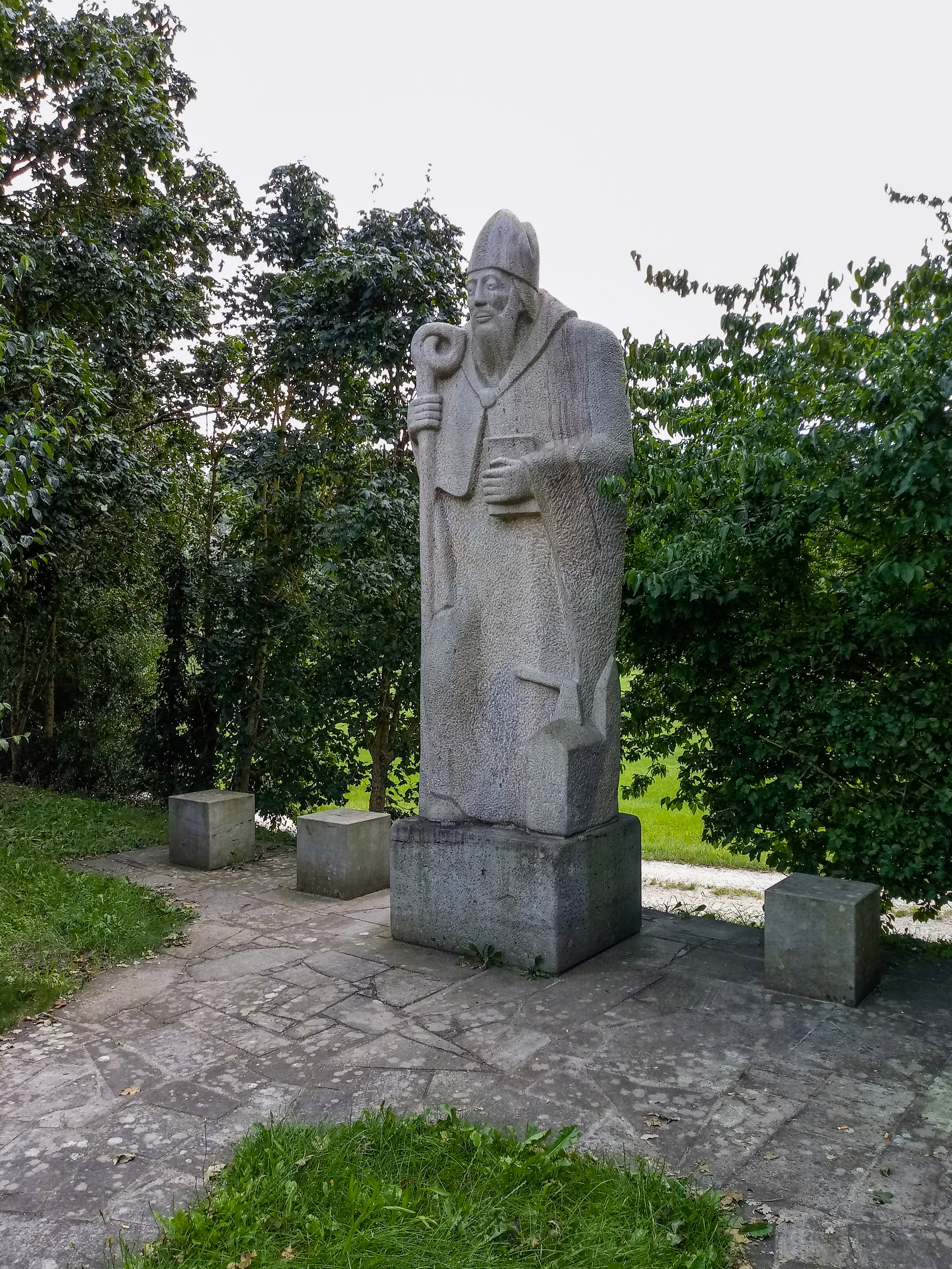
Statue des Wolfgang von Regensburg in Röthenbach bei Sankt Wolfgang

Das bedeutendste Bauwerk des Ortes ist das Schloss Kugelhammer ▲, dessen Administrator (Verwalter) Christoph Frhr. Kress von Kressenstein ist. Seinen Namen hat das Schloss von dem Hammerwerk, das schon im 14. Jahrhundert eiserne Kugeln herstellte. Der Bauernhof im Schlossbereich wurde 1310 urkundlich als Zeidelgut des Heinrich Creutzer erwähnt. Er dürfte auch den ersten festen Sitz, das „Steinhewslein“ errichtet haben. Später erschienen die Namen „Schloss am Doos“ (Wasserfall) und „Schlösschen zu Sankt Wolfgang“ (Wolfgangskapelle). Seit 1700 wird die Bezeichnung Schlüsselfeldscher Herrensitz verwendet. Von den späteren Besitzern des Schlosses nehmen die Meichsner in Röthenbachs Geschichte eine bedeutende Stellung ein.
Von 1678 bis 1709 war das Gut im Besitz von Johann Carl von Schlüsselfelder von und auf Kirchensittenbach und Röthenbach bei St. Wolfgang, der als Letzter seines Geschlechtes eine nach ihm benannte Familienstiftung einrichtete. Er bestimmte das sogenannte Nassauer Haus ▲ in Nürnberg gegenüber der Westfassade der Lorenzkirche zum Stiftungshaus der J. C. von Schlüsselfelder’schen Familienstiftung.
Das Stiftungstestament bestimmte seine beiden Schwager F. S. Kreß von Kressenstein und C. Welser von Neuhof zu Nutznießern. Die Verwaltung übertrug er dem jeweils Ältesten dieser Familien im Wechsel. Mit dem Tod seiner Gattin Maria Helena im Jahr 1713 trat die Stiftung in Kraft. Seit 1709 standen 23 Verwalter der Familien Kreß von Kressenstein, Welser und Volckamer von Kirchensittenbach (seit 1878) der Stiftung vor.

#### Wolfgangskapelle (zerstört)
In der Gauchsbachschlucht hinter dem Schloss Kugelhammer stand die Wolfgangskapelle, die dem heiligen Wolfgang, einem Bischof von Regensburg, geweiht war. Bis zur Reformationszeit war diese Kapelle eine beliebte Wallfahrtsstätte und ein Rastplatz für Pilger, die zum Wolfgangsheiligtum am Abersee (heute Wolfgangsee) in Österreich unterwegs waren.
Am 29. September 1732 wurde die Wolfgangskapelle durch ein Hochwasser „gänzlich niedergerissen und hinweggeführet, also dass nicht einmal ein Vestigium (Spur) finden können, wo solche vorher gestanden ist...“ (Protokoll der Freiherrlich von Schlüsselfeld´schen Stiftungsregistratur). An Inventar der Wolfgangskapelle sind im Schloss noch das zinnerne Taufbecken mit Kanne, alte Leuchter und Hostiengläser vorhanden. Die Vermutung liegt nahe, dass die über die Hammerwiese verstreut liegenden, behauenen Steine der Kapelle als Baumaterial weiterverwendet wurden. An der östlichen Wand des Schuppens des Krämerhauses befinden sich 8 Sandsteine mit sogenannten Wetzrillen, wie sie an vielen Sakralbauten zu finden sind.

#### Wolfgangskirche

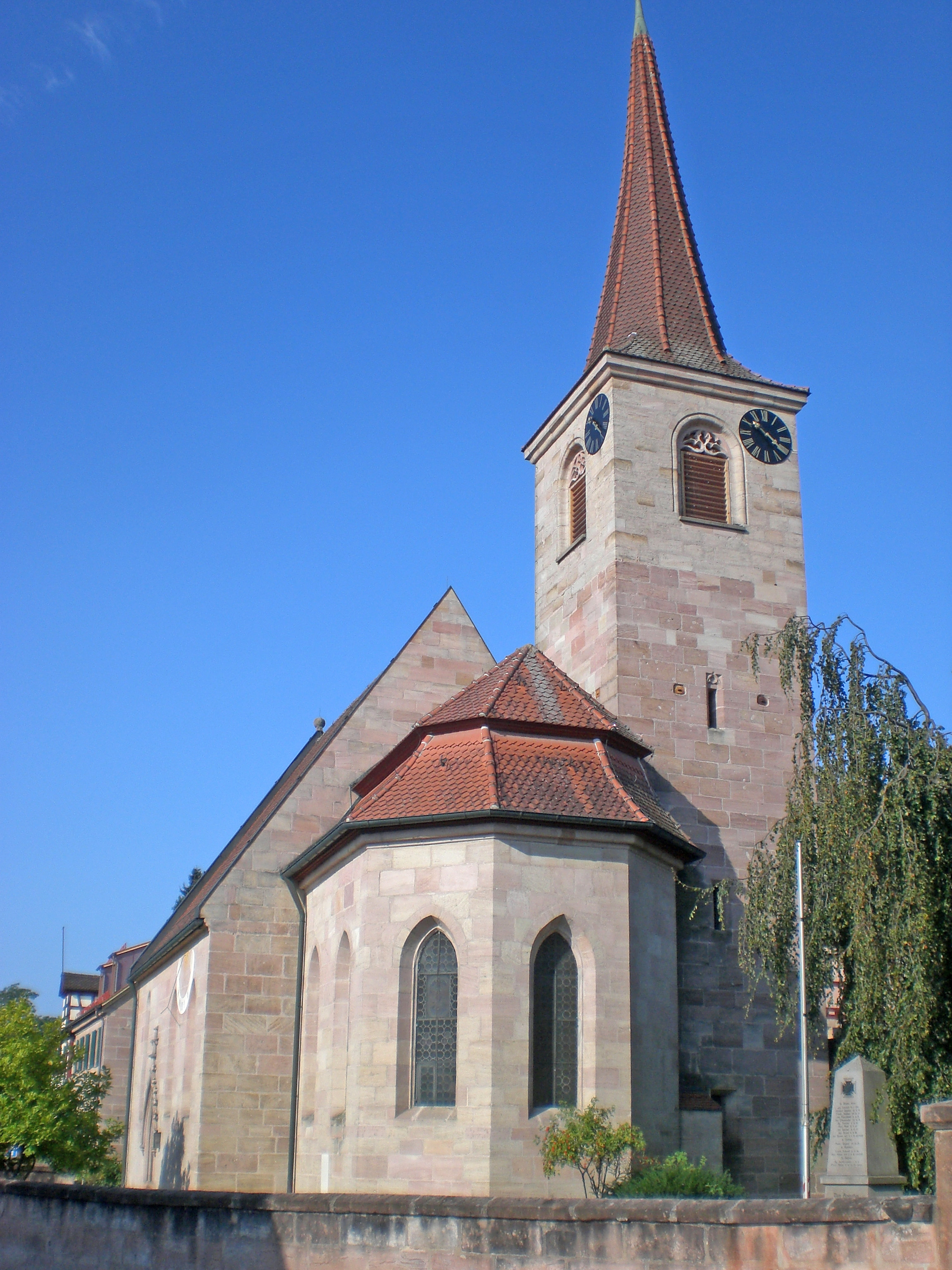
Wolfgangskirche (2023)

Die ortsbildprägende Wolfgangskirche stammt aus dem 15. Jahrhundert.

#### Dorfbrunnen
Im Rahmen der Altortsanierung, im Jahr 2000, wurde der alte Dorfbrunnen in seiner ursprünglichen Bauweise wiederhergestellt und der Platz vor der Wolfgangskirche umgestaltet.

#### Altes Rathaus
Das Fachwerkhaus neben der Kirche wurde vom Landpflegeamt Nürnberg erbaut und in den Jahren 1579, 1719 und 1844 umgebaut. Es diente einst als Schul- und Mesnerhaus und vom 17. Januar 1882 bis zur Eingemeindung 1978 als Rathaus.

### Freizeit

#### In der Natur

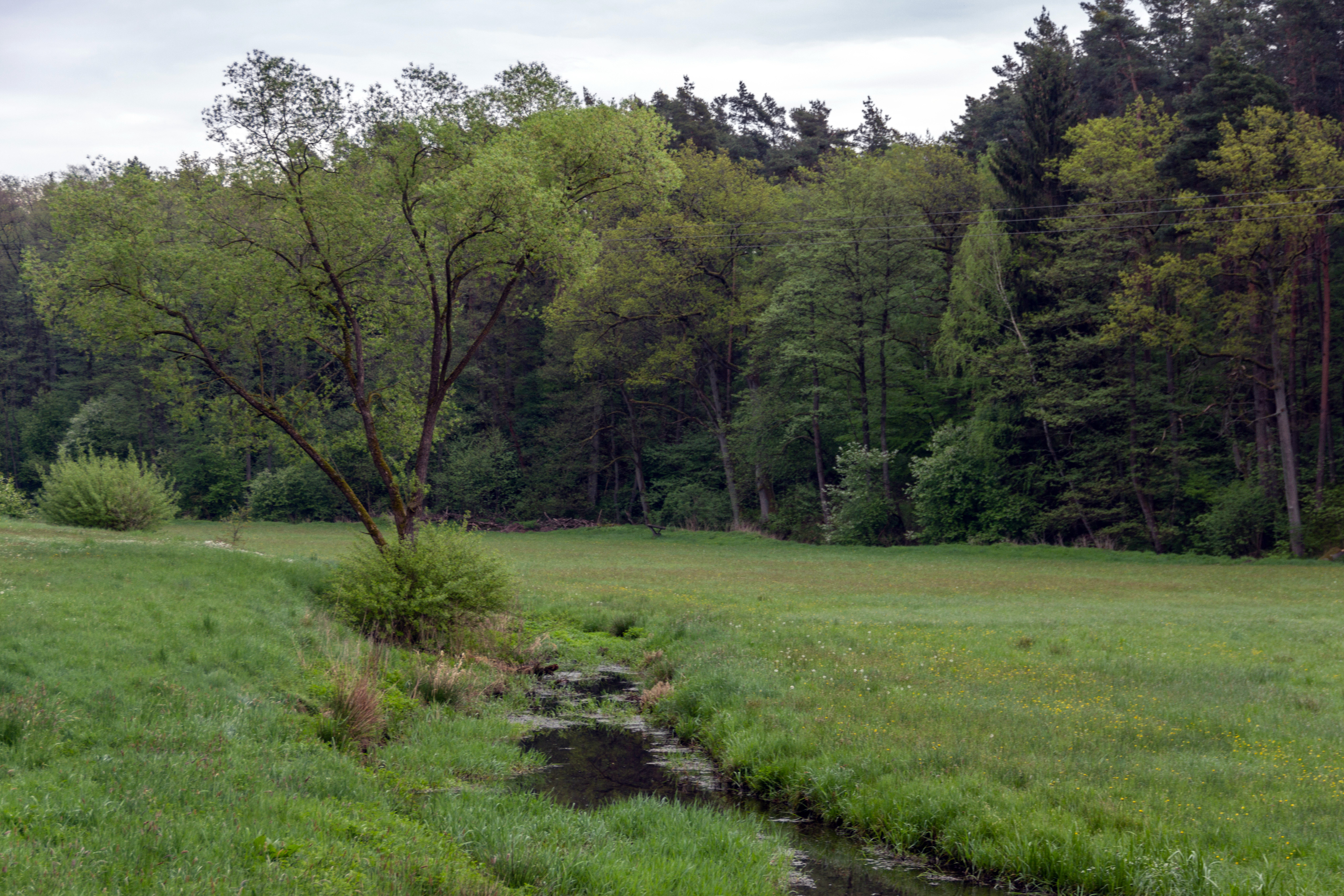
Radwiese

- Der freizeitlich genutzte Jägersee und die ökologisch wertvollen Krugsweiher.
- Der historische Gauchsbach-Leitgraben.
- Die Gauchsbachaue Radwiese.

#### Sport
Mit dem Bau der Turn- und Mehrzweckhalle wurde im Jahr 1974 ein weiterer Meilenstein in der Geschichte Röthenbachs gesetzt. Diese Turnhalle dient als Schulturnhalle, als Veranstaltungshalle und dem Sportverein TSV Röthenbach bei St. Wolfgang als Trainingsmöglichkeit.

#### Gesangsverein
Seit 1907 bemüht sich der Männergesangsverein Einigkeit um die Pflege des deutschen Chorgesangs. Er hält regelmäßig Singstunden und Proben ab und absolviert mehrmals im Jahr Auftritte in der Öffentlichkeit.

## Infrastruktur

### Kindergarten und Schule

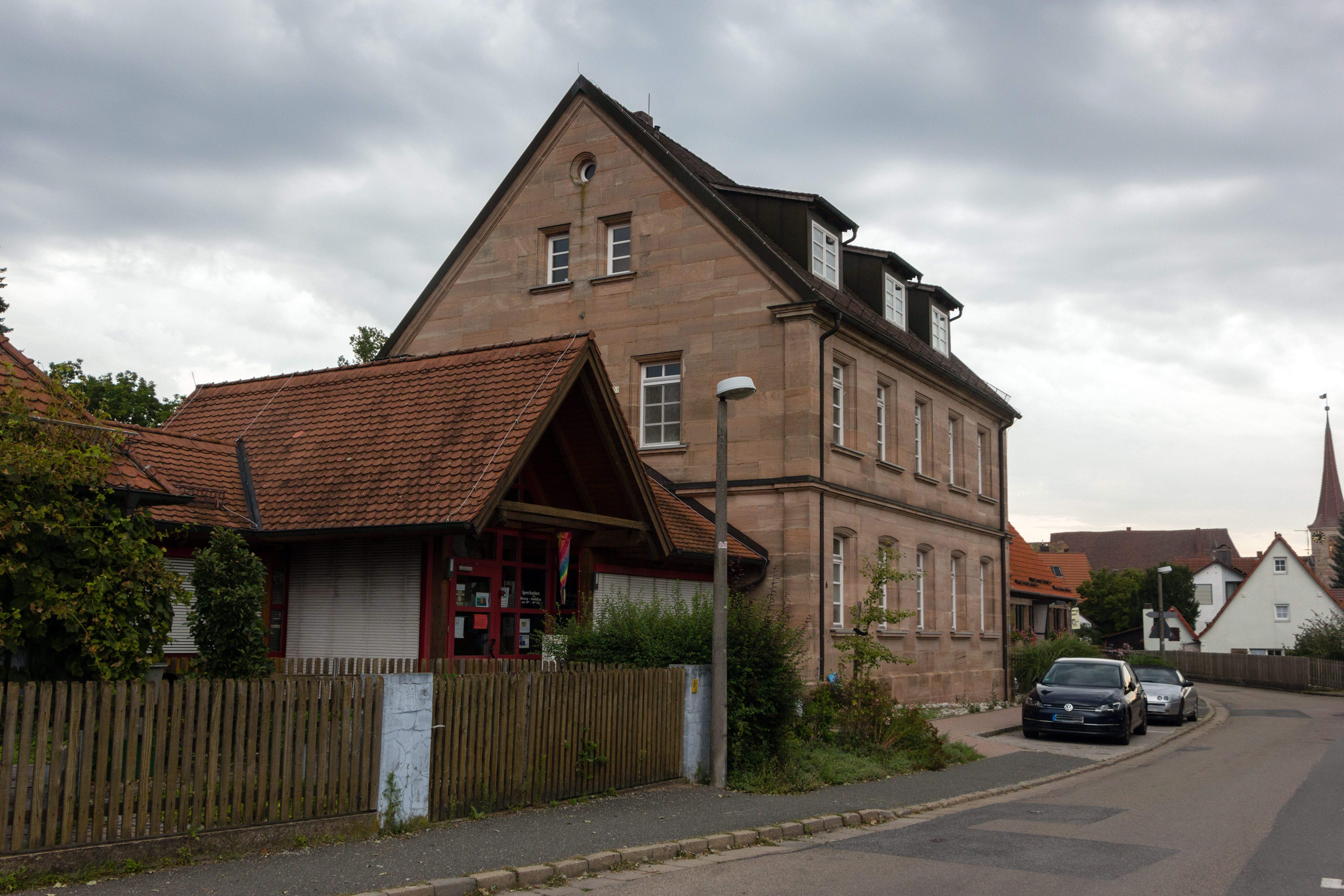
Das „alte Rathaus“ (jetzt Kindergarten)

Unmittelbar neben dem ehemaligen Röthenbacher Rathaus steht der 1967/68 errichtete Kindergarten. Das mittlerweile umgebaute „alte Rathaus“ wurde in den Kindergarten integriert. Das Schulhaus stammt aus dem Jahr 1965 und ist das dritte in der Geschichte der Gemeinde.

### Feuerwehr
Im Jahr 1877 wurde die Freiwillige Feuerwehr gegründet und in den 1950er Jahren durch ein Feuerwehrhaus gesichert, das allerdings schnell zu klein wurde. Im Jahr 1977 wurde das heute noch bestehende Feuerwehrhaus erbaut, dessen Übergabe zum 100-jährigen Bestehen der Feuerwehr erfolgte.